# Pantograf
Pantograf je mechanické zařízení, které umožňuje výsuvný pohyb a několikanásobné zvětšení své délky v jednom směru. Skládá se ze soustavy spojených pák, které tvoří jeden nebo několik kosočtverců.
Původně byl pantograf pomůcka při rýsování, což vyjadřuje i etymologický význam slova. Pantós je genitiv řeckého slova pas = všechen, gráfos je činitelské jméno od slovesa gráfo = píšu, škrábu, kreslím. Metaforicky se název přenesl na označení samotného technického principu a dále na jiné způsoby jeho využití.
Slovo pantograf se nyní používá především pro druh konstrukce sběračů elektrických lokomotiv a tramvají. Jako „pantografová jednotka“ (či „pantografická jednotka“) byly označovány elektrické vlakové soupravy (jednotky), zejména řad EM 475.0, 1 a 2 a SM 487.0/EM 488.0 (sousloví „pantografová jednotka“ bývalo slyšet například ze staničního rozhlasu na nádraží Praha střed[zdroj?]), lidově a slangově byl tento termín zkracován na metonymické označení pantograf (panťák).
Mechanický princip pantografu se však používá i jako součást jiných polohovacích, výsuvných nebo skládacích mechanismů a zařízení.

## Využití pantografu

### Kreslení

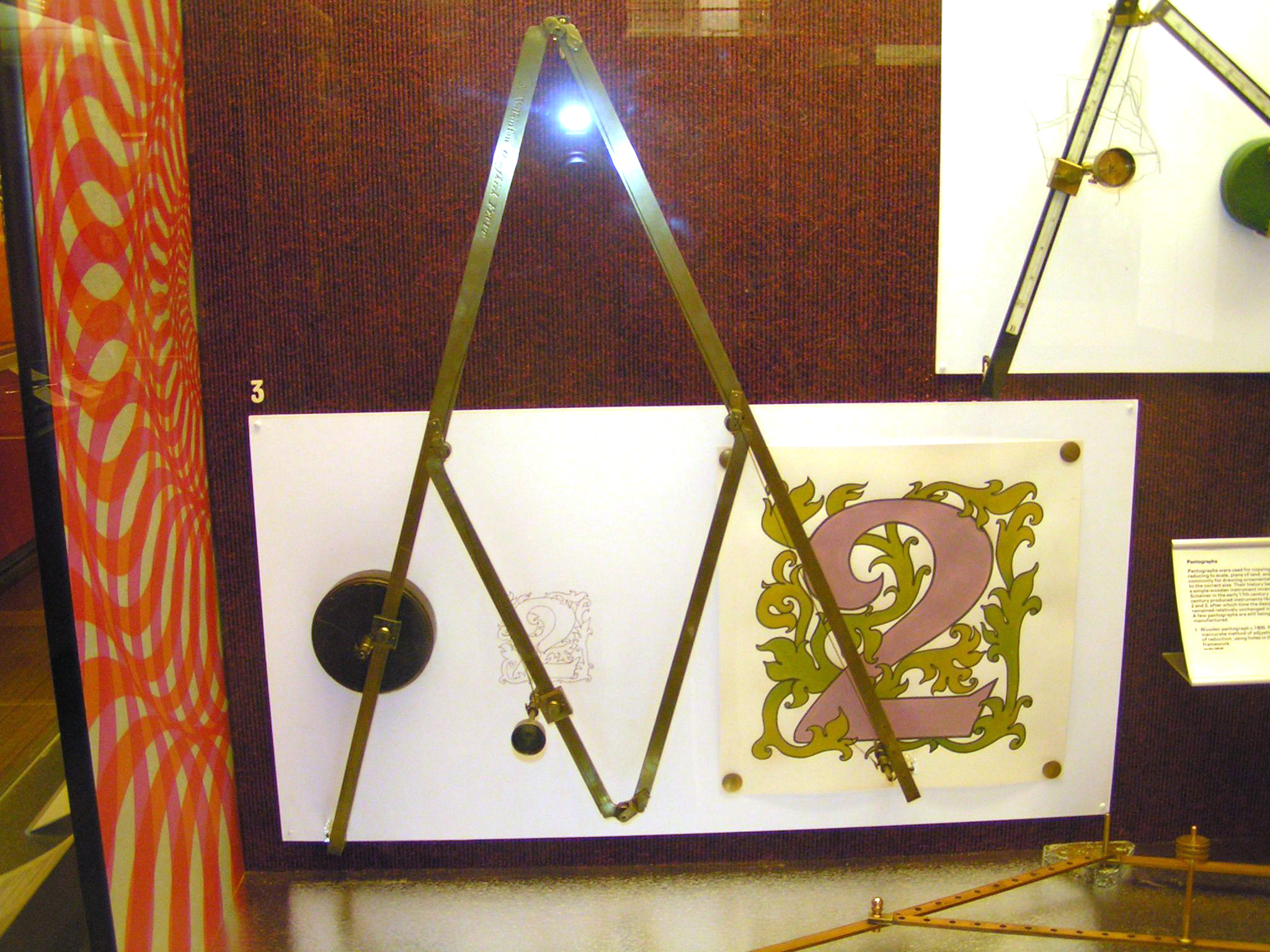
Pantograf jako výtvarnická pomůcka. Science museum London.

Zvětšování obrázku pomocí pantografu.

Původně byl pantograf používán pro mechanické překreslování, zvětšování a zmenšování výkresů. Využívalo se toho, že páky pantografu udržují konstantní poměr vzdáleností mezi jednotlivými spojovacími body.

### Sběrač proudu
Pantografem je označován pantografový sběrač proudu kolejových vozidel, který slouží pro přenos elektrické energie z trolejového vedení (troleje) do vozidla.

### Ve strojírenství
Ve strojírenství se pantograf využívá na popisování obrobků. Stroj má dva stoly, jeden stůl s rybinovitými drážkami, do kterých se vsouvají písmena, vyrytá v mosazné plošce a na druhý stůl s T drážkami se upevňuje obrobek nebo veškeré druhy svěráků. Potom je přes čtyřramenný systém s čtyřmi klouby přenášen pohyb jehly v mosazných písmenech na psací jehlu. Je možné nastavovat několik velikostí písmen tím, že se mění délka ramen. Pro psaní se používá jehla ve tvaru kužele, ale je přesně v polovině ubroušena, takže z čela vypadá jako půlkruh. Stroj je většinou vysokootáčkový 2000–20000 ot./min.[zdroj?]

### Jiná použití
Použití pantografu je mnohem rozšířenější - pantografového mechanismu využívají například polohovatelné lampy a zrcadla, dále některé typy výsuvných mříží, skládací věšáky, montáže pro triedry určené k astronomickému pozorování, atd.
Na principu pantografu fungují i některá strojní zařízení, například některé typy vysokozdvižných plošin.
Pantografy se spolu s počítačem řízenými plottery (CNC stroji) řadí mezi stroje na gravírování.
Vyrábějí se rychloskládací stánky pantografové konstrukce.